# Lee Yoo-mi

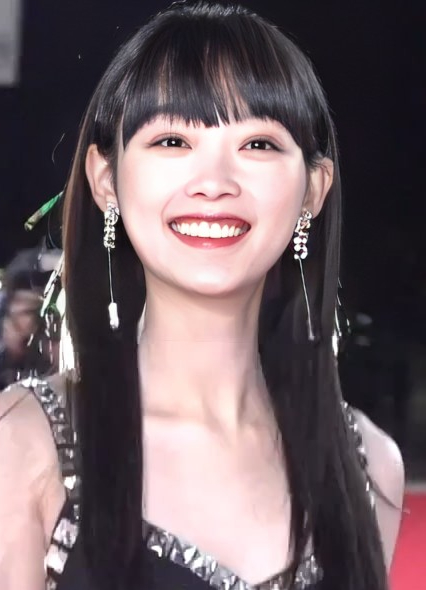
Lee Yoo-mi nel 2021

Lee Yoo-mi (이유미?; Jeonju, 18 luglio 1994) è un'attrice sudcoreana, nota per il ruolo di Ji-yeong in Squid Game e Na-yeon in Non siamo più vivi. Nel 2022, è diventata la prima attrice sudcoreana a vincere un Premio Emmy, conquistando la categoria "migliore attrice guest star in una serie drammatica" grazie alla sua interpretazione in Squid Game.

## Biografia
Lee è nata il 18 luglio 1994 a Jeonju, in Corea del Sud.

### Carriera
Ha iniziato la sua carriera di attrice nel 2010 con il suo debutto nel film thriller d'azione The Yellow Sea. Negli anni successivi, il suo lavoro si è limitato a ruoli minori in diversi film e serie televisive.
Il 28 settembre 2020 è stato annunciato che Lee ha firmato un contratto in esclusiva con Varo Entertainment.
Nel 2021, Lee è diventata famosa internazionalmente della Corea del Sud per il ruolo di Ji-yeong (Numero 240) nella serie Netflix Squid Game. Dopo il successo internazionale della serie, il numero di follower di Lee su Instagram è aumentato da 40.000 a oltre 6,5 milioni nel giro di pochi giorni.
Nel 2022, ha recitato nel ruolo di Lee Na-yeon nella serie Netflix a tema zombie Non siamo più vivi.

## Filmografia

### Cinema
- The Yellow Sea (Hwanghae), regia di Na Hong-jin (2010)
- Cheong-po-do sa-tang, regia di Hee-jung Kim (2012)
- Reoshian soseol, regia di Yeon-Shick Shin (2012)
- Hwayi: Gwimuleul samkin ai, regia di Joon-Hwan Jang (2013)
- Seuri seommeo nait, regia di Sang-Jin Kim (2015)
- Like a French Film, regia di Yeon-Shick Shin (2016)
- Autdoeo biginjeu, regia di Jinseung Lim (2017)
- Superpower Girl, regia di Soo-Young Kim – cortometraggio (2017)
- Park Hwa-young, regia di Hwan Lee (2018)
- Eo-reun-deul-eun mul-la-yo, regia di Hwan Lee (2020)
- Injil, regia di Pil Gam-Sung (2021)

### Televisione
- Gwishinboneun hyungsa, Cheo Yong – serie TV, episodio 2x06 (2015)
- It's Okay to Be Sensitive – serie TV, 12 episodi (2018)
- Ttaenppogeoljeu – serie TV, 16 episodi (2018)
- Uisa Yohan – serie TV, 11 episodi (2019)
- Deurama Seuteiji – serie TV, episodio 3x08 (2020)
- My Holo Love (Na hollo geudae) – serie TV, 10 episodi (2020)
- Squid Game (Ojing-eo geim) – serie TV, episodi 1x04-1x05-1x06 (2021)
- Non siamo più vivi (Jigeum Uri Hakgyoneun) – serie TV, 11 episodi (2022)
- Strong Girl Nam-soon (Himssen-yeoja Gang Nam-sun) – serie TV, 16 episodi (2023)
- Mr. Plankton (Mr. peullangkeuton) – serie TV, 10 episodi (2024)

## Doppiatrici italiane
Nelle versioni in italiano delle opere in cui ha recitato, Lee Yoo-mi è stata doppiata da:
- Lucrezia Marricchi in Squid Game, Non siamo più vivi

## Riconoscimenti
- Premio Emmy
  - 2022 – Miglior attrice guest star in una serie drammatica per Squid Game[2]
- Blue Dragon Film Award
  - 2021 – Candidatura per la miglior attrice esordiente per Eo-reun-deul-eun mul-la-yo[7]
- Buil Film Awards
  - 2021 – Miglior attrice esordiente per Eo-reun-deul-eun mul-la-yo[8]
- Premio Cine21
  - 2021 – Miglior attrice esordiente per Injil e Eo-reun-deul-eun mul-la-yo[9]
- Premio dell'Associazione degli sceneggiatori cinematografici coreani
  - 2021 – Miglior attrice esordiente per Injil e Eo-reun-deul-eun mul-la-yo[10]
- Premio Kinolight
  - 2021 – Attrice sudcoreana dell'anno per Squid Game, Injil e Eo-reun-deul-eun mul-la-yo[11]